# Hoge Huis (Oud-Sabbinge)
Het Hoge Huis (ook: Hooge Huijs of Huis te Sabbinge is een voormalig kasteeltje te Oud-Sabbinge, gelegen aan Kasteelstraat 2.

## Geschiedenis
Het kasteel werd omstreeks 1250 gebouwd, waarschijnlijk ten behoeve van ene Wolfert van Borssele. Het werd in 1321 verwoest en daarna herbouwd. Het werd toen bewoond door ene Claeijs van Schengen en was de zetel van een heerlijkheid. In 1457 trouwde de jonkvrouwe van Sabbinge met Laurens van Cats, die ambachtsheer was van Oostkerke. Het kasteel raakte toen in onbruik als zodanig en werd omgevormd tot een hereboerderij die in de loop der jaren ook geleidelijk verviel. Omstreeks 1830 werd de slotgracht gedempt. Wat uiteindelijk bleef was een onderkelderd woonhuis.
Omstreeks 1960 werd het kasteeltje in opdracht van de eigenaar, gerestaureerd en min of meer in oorspronkelijke staat teruggebracht. Het werd uitgebouwd tot een tweelaags gebouw met daaraan haaks vastgebouwd een lagere vleugel en in de hoek een achtkante traptoren. Deze staat zou het in de 16e eeuw gehad hebben.
Aldegonde · Kasteel van Axel · Baarland · Baarsdorp · Barbestein · Biervliet · Bieweg · Blodenburg · Huis der Boede · Brijdorpe · Bruëlis · 't Burchtje · Burggravensteen · Buttinge · Coxijde · Crayenstein · Duinbeek · Duivelsberg · Ellewoutsdijk · Filippenburg · Geersdijk · Gistellis · Gravenhof · Slot Haamstede · Kasteel Hellenburg · Herkestein · Heuvelsweg · Hoge Huis · Ter Hooge · Hoogkamer · Kats · Kind van Trente · Kleverskerke · Kortgene · Kreke · Kruiningen · Laterdale · Lodijke · Maalstede (Hulst) · Maalstede (Kapelle) · Magdalon · Hof Ter Moere · Moermond · Te Mortiere · Muiden · Hof ter Nisse (Nisse) · Hof ter Nisse (Ossenisse) · Oostende · Oostende (Goes) · Oosterstein · Poelvoorde · Poortvliet · Popkensburg · De Pottere · Poucques · Pronkenburg · Ravenstein · Saeftingher Slot · Kasteel van Sint-Maartensdijk · Schengen · Sluis · Smallegange · Stavenisse · Tolhuis van Iersekeroord · Huus ter Tolne · Torenberg · Torenhoeve · Toren van Bourgondië · Troye · Valkenisse · Vinninghen · Vlissingen · Voorhoute · Waarde · Watervliet · Weldamme · Welland · Huis te Werf · Te Werve · Westenschouwen · Westhove · Westkerke · Windenburg · Zandenburg · Zwanenburg